# Loc. cit.
Loc. cit. (сокращение лат. от «loco citato», что означает «в цитируемом месте», может сокращаться до l.c.) — выражение, использующееся в примечаниях и сносках, для повторения названия и номера страницы уже процитированной работы (и автора). Loc. cit. используется вместо Ibid. когда ссылка относится не только к уже процитированной работе, но и к той же её странице. Поэтому за loc. cit. никогда не следует номер тома или страницы. Loc. cit. можно противопоставить op. cit. (opere citato, «в цитируемой работе»), в котором делается ссылка на ранее цитировавшуюся работу, но на другую страницу в этой работе.

## Примеры использования
- Пример 1:

9. R. Millan, «Art of Latin grammar» (Academic, New York, 1997), с. 23.
10. Loc. cit.
В примере выше Loc. cit. в ссылке 10 используется, чтобы полностью повторить ссылку 9, включая номер страницы. Обратите внимание, что Loc. cit. в данном случае пишется с заглавной буквы.
- Пример 2:

9. R. Millan, «Art of Latin grammar» (Academic, New York, 1997), с. 23.
10. G. Wiki, «Blah and its uses» (Blah Ltd., Old York, 2000), с. 12.
11. Миллан, loc. cit.
Во втором примере loc. cit. в ссылке 11 относится к ссылке 9, включая номер страницы.
Реальный пример использования: письмо А. Григорьева «Views of Great Tibet».